# Simbabwische Billie-Jean-King-Cup-Mannschaft
|                                                 |
| Teilnahmen der Simbabwischen Fed-Cup-Mannschaft |

Die simbabwische Billie-Jean-King-Cup-Mannschaft ist die Tennisnationalmannschaft von Simbabwe, die im Billie Jean King Cup eingesetzt wird. Der Billie Jean King Cup (bis 1995 Federation Cup, 1996 bis 2020 Fed Cup) ist der wichtigste Wettbewerb für Nationalmannschaften im Damentennis, analog dem Davis Cup bei den Herren.

## Geschichte
Erstmals am Billie Jean King Cup teilgenommen hat das Land im Jahr 1966 noch unter dem früheren Staatsnamen Rhodesien. Aus demselben Jahr datiert auch der bisher größte Erfolg des Teams mit dem Einzug ins Achtelfinale.

## Teamchefs (unvollständig)
- Nhenandiyani Kasumba

## Bekannte Spielerinnen der Mannschaft
- Cara Black